# ویوکا
ویوکا (انگلیسی: Viveka)، کلمهٔ سانسکریت «ویوکا» در ترجمهٔ تحت الفظی، «معرفت تفکیکی» لحاظ شده‌است.

## پردهٔ حجاب
حجاب و پرده ای که مانع آن می‌شود که انسان نور باطن خویش را ببیند، نادانی و جهل است که در عالم کبیر به صورت قوهٔ متخیله «مایا» و توهم جهانی و در عالم صغیر به صورت جهل و نادانی (Avidyā) ظاهر می‌شود. به عبارتی تخیل جهانی و عینی «مایا» است و تخیل ذهنی و شخصی «اویدا» (Avidyā) است. نادانی، عجز و ناتوانی انسان برای تشخیص و تفکیک (Viveka) واقعیت از غیر واقعیت است.

## تفکیک
راه آزادی در مکاتب فلسفی هندی به طریق گوناگون تحقق می‌یابد. در «سانکیها» و همچنین در «یوگا» به کمک معرفت تفکیکی (Viveka) بین روح و ماده از آن آگاه می‌شویم.